# Vaahteraliiga 2018
La Vaahteraliiga 2018 è la 39ª edizione del campionato finlandese di football americano di primo livello, organizzato dalla SAJL.
Avrebbero dovuto partecipare anche gli Hämeenlinna Huskies, ma il 10 aprile si sono ritirati per problemi di organico.

## Squadre partecipanti
| Club                   | Città       | Stadio | Sponsor ufficiale | Risultato nella stagione 2017 |
| ---------------------- | ----------- | ------ | ----------------- | ----------------------------- |
| ( Hämeenlinna Huskies) | Hämeenlinna |        |                   |                               |
| Helsinki Roosters      | Helsinki    |        |                   |                               |
| Kuopio Steelers        | Kuopio      |        |                   |                               |
| Porvoon Butchers       | Porvoo      |        |                   |                               |
| Seinäjoki Crocodiles   | Seinäjoki   |        |                   |                               |
| Tampere Saints         | Tampere     |        |                   |                               |
| Wasa Royals            | Vaasa       |        |                   |                               |

## Stagione regolare

### Calendario

#### 1ª giornata
| Helsinki 10 maggio 2018, ore 18:30 | Helsinki Roosters | 48 – 7 (28-0 14-0 6-0 0-7) referto | Wasa Royals | Velodromo di Helsinki (667 spett.)\| Arbitro: \| J. Sipi \| |
| Arbitro:                           | J. Sipi           |                                    |             |                                                             |

| Tampere 12 maggio 2018, ore 15:30 | Tampere Saints | 29 – 35 (6-0 7-35 13-0 3-0) referto | Kuopio Steelers | Pyynikin urheilukenttä\| Arbitro: \| M. Makarainen \| |
| Arbitro:                          | M. Makarainen  |                                     |                 |                                                       |

| Porvoo 14 maggio 2018, ore 18:30 | Porvoon Butchers | - – - | Hämeenlinna Huskies | Porvoon Keskuskenttä |

#### 2ª giornata
| Tampere 17 maggio 2018, ore 18:30 | Tampere Saints | 40 – 0 (21-0 6-0 7-0 6-0) referto | Seinäjoki Crocodiles | Pyynikin urheilukenttä\| Arbitro: \| V. Lamminsalo \| |
| Arbitro:                          | V. Lamminsalo  |                                   |                      |                                                       |

| Helsinki 19 maggio 2018, ore 15:30 | Helsinki Roosters | - – - | Hämeenlinna Huskies | Velodromo di Helsinki |

| Korsholm 20 maggio 2018, ore 15:30 | Wasa Royals   | 13 – 36 (0-7 6-6 7-0 0-23) referto | Porvoon Butchers | Botnia-halli (553 spett.)\| Arbitro: \| M. Makarainen \| |
| Arbitro:                           | M. Makarainen |                                    |                  |                                                          |

#### 3ª giornata
| Kuopio 24 maggio 2018, ore 18:30 | Kuopio Steelers | - – - | Hämeenlinna Huskies | Väinölänniemen stadion |

| Korsholm 26 maggio 2018, ore 15:30 | Wasa Royals   | 25 – 7 (6-0 0-0 7-0 12-7) referto | Seinäjoki Crocodiles | Botnia-halli (520 spett.)\| Arbitro: \| V. Lamminsalo \| |
| Arbitro:                           | V. Lamminsalo |                                   |                      |                                                          |

| Helsinki 28 maggio 2018, ore 18:30 | Helsinki Roosters | 49 – 13 (14-0 21-7 7-6 7-0) referto | Porvoon Butchers | Velodromo di Helsinki (547 spett.)\| Arbitro: \| M. Makarainen \| |
| Arbitro:                           | M. Makarainen     |                                     |                  |                                                                   |

#### 4ª giornata
| Kuopio 31 maggio 2018, ore 18:30 | Kuopio Steelers | 48 – 33 (14-6 7-6 14-0 13-21) referto | Wasa Royals | Väinölänniemen stadion (718 spett.)\| Arbitro: \| J. Sipi \| |
| Arbitro:                         | J. Sipi         |                                       |             |                                                              |

| Tampere 2 giugno 2018, ore 15:30 | Tampere Saints | 14 – 35 (0-14 6-0 0-14 8-7) referto | Helsinki Roosters | Pyynikin urheilukenttä (412 spett.)\| Arbitro: \| V. Lamminsalo \| |
| Arbitro:                         | V. Lamminsalo  |                                     |                   |                                                                    |

| Seinäjoki 4 giugno 2018, ore 18:30 | Seinäjoki Crocodiles | - – - | Hämeenlinna Huskies | Seinäjoen Keskuskenttä |

#### 5ª giornata
| Vaasa 8 giugno 2018, ore 18:30 | Wasa Royals | 27 – 15 (0-6 14-0 6-3 7-6) referto | Tampere Saints | Kaarlen kenttä (455 spett.)\| Arbitro: \| J. Sipi \| |
| Arbitro:                       | J. Sipi     |                                    |                |                                                      |

| Porvoo 9 giugno 2018, ore 15:30 | Porvoon Butchers | 38 – 13 (3-0 16-6 12-0 7-7) referto | Seinäjoki Crocodiles | Porvoon Keskuskenttä (812 spett.)\| Arbitro: \| V. Lamminsalo \| |
| Arbitro:                        | V. Lamminsalo    |                                     |                      |                                                                  |

| Helsinki 11 giugno 2018, ore 18:30 | Helsinki Roosters | 55 – 26 (21-7 21-7 7-6 6-6) referto | Kuopio Steelers | Velodromo di Helsinki (484 spett.)\| Arbitro: \| J. Sipi \| |
| Arbitro:                           | J. Sipi           |                                     |                 |                                                             |

#### 6ª giornata
| Tampere 14 giugno 2018, ore 18:30 | Tampere Saints | - – - | Hämeenlinna Huskies | Pyynikin urheilukenttä |

| Kuopio 16 giugno 2018, ore 15:30 | Kuopio Steelers | 34 – 17 (0-3 20-0 7-7 7-7) referto | Porvoon Butchers | Väinölänniemen stadion (605 spett.)\| Arbitro: \| V. Lamminsalo \| |
| Arbitro:                         | V. Lamminsalo   |                                    |                  |                                                                    |

| Seinäjoki 18 giugno 2018, ore 18:30 | Seinäjoki Crocodiles | 21 – 88 (7-24 0-36 0-16 14-12) referto | Helsinki Roosters | Seinäjoen Keskuskenttä (250 spett.)\| Arbitro: \| M. Makarainen \| |
| Arbitro:                            | M. Makarainen        |                                        |                   |                                                                    |

#### 7ª giornata
| Tampere 28 giugno 2018, ore 18:30 | Tampere Saints | 20 – 14 (0-7 6-7 14-0 0-0) referto | Porvoon Butchers | Pyynikin urheilukenttä (300 spett.)\| Arbitro: \| J. Sipi \| |
| Arbitro:                          | J. Sipi        |                                    |                  |                                                              |

| Seinäjoki 30 giugno 2018, ore 15:30 | Seinäjoki Crocodiles | 39 – 41 (3-14 15-7 7-14 14-6) referto | Kuopio Steelers | Seinäjoen Keskuskenttä (250 spett.)\| Arbitro: \| J. Sipi \| |
| Arbitro:                            | J. Sipi              |                                       |                 |                                                              |

| Vaasa 1º luglio 2018, ore 15:30 | Wasa Royals | - – - | Hämeenlinna Huskies | Kaarlen kenttä |

#### 8ª giornata
| Porvoo 5 luglio 2018, ore 18:30 | Porvoon Butchers | 17 – 37 (3-0 0-13 0-16 14-8) referto | Helsinki Roosters | Porvoon Keskuskenttä (288 spett.)\| Arbitro: \| V. Lamminsalo \| |
| Arbitro:                        | V. Lamminsalo    |                                      |                   |                                                                  |

| Hämeenlinna 7 luglio 2018, ore 15:30 | Hämeenlinna Huskies | - – - | Kuopio Steelers | Kaurialan kenttä |

| Seinäjoki 7 luglio 2018, ore 18:30 | Seinäjoki Crocodiles | 37 – 12 (8-6 16-0 13-6 0-0) referto | Wasa Royals | Seinäjoen Keskuskenttä (250 spett.)\| Arbitro: \| M. Makarainen \| |
| Arbitro:                           | M. Makarainen        |                                     |             |                                                                    |

#### 9ª giornata
| Helsinki 12 luglio 2018, ore 18:30 | Helsinki Roosters | 60 – 14 (21-0 25-14 7-0 7-0) referto | Tampere Saints | Velodromo di Helsinki (371 spett.) |

| Vaasa 14 luglio 2018, ore 15:30 | Wasa Royals | 20 – 27 (0-7 14-6 6-7 0-7) referto | Kuopio Steelers | Kaarlen kenttä (528 spett.) |

| Hämeenlinna 16 luglio 2018, ore 18:30 | Hämeenlinna Huskies | - – - | Seinäjoki Crocodiles | Kaurialan kenttä |

#### 10ª giornata
| Kuopio 19 luglio 2018, ore 18:30 | Kuopio Steelers | 30 – 56 (6-14 7-14 0-14 17-14) referto | Helsinki Roosters | Väinölänniemen stadion (751 spett.)\| Arbitro: \| J. Sipi \| |
| Arbitro:                         | J. Sipi         |                                        |                   |                                                              |

| Seinäjoki 21 luglio 2018, ore 15:30 | Seinäjoki Crocodiles | 23 – 17 (0-0 0-3 17-7 6-7) referto | Porvoon Butchers | Seinäjoen Keskuskenttä (315 spett.)\| Arbitro: \| J. Sipi \| |
| Arbitro:                            | J. Sipi              |                                    |                  |                                                              |

| Tampere 23 luglio 2018, ore 18:30 | Tampere Saints | 13 – 27 (7-14 6-0 0-13 0-0) referto | Wasa Royals | Pyynikin urheilukenttä (620 spett.)\| Arbitro: \| M. Makarainen \| |
| Arbitro:                          | M. Makarainen  |                                     |             |                                                                    |

#### 11ª giornata
| Porvoo 9 agosto 2018, ore 18:30 | Porvoon Butchers | 0 – 51 (0-7 0-20 0-17 0-7) referto | Kuopio Steelers | Porvoon Keskuskenttä\| Arbitro: \| M. Makarainen \| |
| Arbitro:                        | M. Makarainen    |                                    |                 |                                                     |

| Hämeenlinna 11 agosto 2018, ore 15:30 | Hämeenlinna Huskies | - – - | Tampere Saints | Kaurialan kenttä |

| Helsinki 13 agosto 2018, ore 18:30 | Helsinki Roosters | 71 – 7 (28-0 21-7 22-0 0-0) referto | Seinäjoki Crocodiles | Velodromo di Helsinki (533 spett.)\| Arbitro: \| V. Lamminsalo \| |
| Arbitro:                           | V. Lamminsalo     |                                     |                      |                                                                   |

#### 12ª giornata
| Porvoo 16 agosto 2018, ore 18:30 | Porvoon Butchers | 22 – 20 (2-7 13-0 0-0 7-13) referto | Tampere Saints | Porvoon Keskuskenttä (276 spett.)\| Arbitro: \| M. Makarainen \| |
| Arbitro:                         | M. Makarainen    |                                     |                |                                                                  |

| Hämeenlinna 18 agosto 2018, ore 15:30 | Hämeenlinna Huskies | - – - | Wasa Royals | Kaurialan kenttä |

| Kuopio 19 agosto 2018, ore 15:30 | Kuopio Steelers | 44 – 28 (7-7 20-7 3-8 14-6) referto | Seinäjoki Crocodiles | Väinölänniemen stadion (525 spett.)\| Arbitro: \| V. Lamminsalo \| |
| Arbitro:                         | V. Lamminsalo   |                                     |                      |                                                                    |

#### 13ª giornata
| Porvoo 23 agosto 2018, ore 18:30 | Porvoon Butchers | 7 – 21 (0-7 0-0 0-14 7-0) referto | Wasa Royals | Porvoon Keskuskenttä (165 spett.)\| Arbitro: \| V. Lamminsalo \| |
| Arbitro:                         | V. Lamminsalo    |                                   |             |                                                                  |

| Seinäjoki 25 agosto 2018, ore 15:30 | Seinäjoki Crocodiles | 38 – 37 (d.t.s.) (7-14 7-7 0-0 16-9 8-7) referto | Tampere Saints | Seinäjoen Keskuskenttä (623 spett.)\| Arbitro: \| J. Sipi \| |
| Arbitro:                            | J. Sipi              |                                                  |                |                                                              |

| Hämeenlinna 27 agosto 2018, ore 18:30 | Hämeenlinna Huskies | - – - | Helsinki Roosters | Kaurialan kenttä |

#### 14ª giornata
| Kuopio 30 agosto 2018, ore 18:30 | Kuopio Steelers | 68 – 38 (26-0 13-22 21-7 8-9) referto | Tampere Saints | Väinölänniemen stadion (384 spett.)\| Arbitro: \| M. Makarainen \| |
| Arbitro:                         | M. Makarainen   |                                       |                |                                                                    |

| Vaasa 2 settembre 2018, ore 15:30 | Wasa Royals | 17 – 27 (0-6 0-8 3-13 14-0) referto | Helsinki Roosters | Kaarlen kenttä (583 spett.)\| Arbitro: \| J. Sipi \| |
| Arbitro:                          | J. Sipi     |                                     |                   |                                                      |

| Hämeenlinna 2 settembre 2018, ore 18:30 | Hämeenlinna Huskies | - – - | Porvoon Butchers | Kaurialan kenttä |

### Classifica
La classifica della regular season è la seguente:
- PCT = percentuale di vittorie, G = partite giocate, V = partite vinte,  P = partite perse, PF = punti fatti, PS = punti subiti

| Pos. | Squadra              | PCT   | G  | V  | N | P | PF  | PS  |
| ---- | -------------------- | ----- | -- | -- | - | - | --- | --- |
| 1    | Helsinki Roosters    | 1.000 | 10 | 10 | 0 | 0 | 526 | 166 |
| 2    | Kuopio Steelers      | .800  | 10 | 8  | 0 | 2 | 394 | 315 |
| 3    | Wasa Royals          | .400  | 10 | 4  | 0 | 6 | 202 | 265 |
| 4    | Porvoon Butchers     | .300  | 10 | 3  | 0 | 7 | 181 | 281 |
| 5    | Seinäjoki Crocodiles | .300  | 10 | 3  | 0 | 7 | 213 | 413 |
| 6    | Tampere Saints       | .200  | 10 | 2  | 0 | 8 | 240 | 326 |
| -    | Hämeenlinna Huskies  | -     | -  | -  | - | - | -   | -   |

## Playoff

### Tabellone
|  | Semifinali | Semifinali        | Semifinali |                 |    | XXXIX Vaahterahmalja | XXXIX Vaahterahmalja | XXXIX Vaahterahmalja |  |
|  |            |                   |            |                 |    |                      |                      |                      |  |
|  | 1          | Helsinki Roosters | 47         |                 |    |                      |                      |                      |  |
|  | 1          | Helsinki Roosters | 47         |                 |    |                      |                      |                      |  |
|  | 4          | Porvoon Butchers  | 7          |                 |    |                      |                      |                      |  |
|  | 4          | Porvoon Butchers  | 7          |                 | 1  | Helsinki Roosters    | 44                   |                      |  |
|  |            |                   |            |                 | 1  | Helsinki Roosters    | 44                   |                      |  |
|  |            |                   | 2          | Kuopio Steelers | 14 |                      |                      |                      |  |
|  | 3          | Wasa Royals       | 2          | Kuopio Steelers | 14 | 26                   |                      |                      |  |
|  | 3          | Wasa Royals       |            |                 |    |                      |                      |                      |  |
|  | 2          | Kuopio Steelers   | 34         |                 |    |                      |                      |                      |  |

### Semifinali
| Helsinki 8 settembre 2018, ore 15:30 | Helsinki Roosters | 47 – 7 (20-0 20-0 0-7 7-0) referto | Porvoon Butchers | Velodromo di Helsinki (363 spett.)\| Arbitro: \| J. Sipi \| |
| Arbitro:                             | J. Sipi           |                                    |                  |                                                             |

| Kuopio 9 settembre 2018, ore 15:30 | Kuopio Steelers | 34 – 26 (14-7 7-6 13-0 0-13) referto | Wasa Royals | Väinölänniemen stadion (759 spett.)\| Arbitro: \| V. Lamminsalo \| |
| Arbitro:                           | V. Lamminsalo   |                                      |             |                                                                    |

### XXXIX Vaahteramalja
| Helsinki 15 settembre 2018, ore 18:00 | Helsinki Roosters | 44 – 14 | Kuopio Steelers | Telia 5G -areena |

## Verdetti
- Helsinki Roosters Campioni della Finlandia 2018